# 민자방
민자방(閔子芳, ? ~ ?)은 조선 성종의 부마이다. 성종의 딸 경숙옹주의 남편이다. 현령 민종원(閔宗元)의 아들로, 본관은 여흥이다. 선조의 후궁 정빈 민씨는 그의 증손녀이다.

## 생애
경숙옹주와 혼인하여 여천위(驪川尉)에 봉하여졌는데, 연산군 시절, 그에게 아첨하여 총애가 두터웠으며 늘 말타기와 활쏘기를 겨루며 놀았다.
종루 기둥에 붙은 연산군 시해에 관한 익명서에 관하여 연산군에게 보고하여 옥사를 일으키기도 했으며, 연산군은 귀인 정씨의 아들 봉안군 이봉을 사사한 후, 그 첩 수이(守伊)를 민자방에게 내렸는데, 민자방은 처남의 첩인 수이와의 사이에 자식을 두었다. 중종 반정 이후 이희보(李希輔)·조계형(曺繼衡) 등과 함께 연산군의 총신으로서 수 차례에 걸쳐 탄핵받았다.
중종은 민자방이 성종의 사위라는 이유로 사형을 면하게 하고 장 1백대를 치고 파직시켰으며, 이듬해 다시 서용하였다.

## 가족 관계
- 장인 : 성종
- 장모 : 명빈 김씨
  - 본인 : 민자방
  - 처 : 경숙옹주
    - 아들 : 민희열(閔希悅) - 군수
    - 며느리 : 전주이씨 이의번(李義藩)의 女
      - 손녀 : 여흥 민씨
      - 손녀사위 : 청송 심씨 심금(沈錦) - 형조판서 심광언(沈光彦)의 아들, 영의정 심지원(沈之源)의 증조부, 효종의 부마 청평도위 심익현(靑平都尉 沈翼顯)의 고조부, 과천현감, 사헌부 감찰, 증 이조판서
      - 손자 : 민사준(閔士俊)
      - 손자며느리 : 신창 맹씨 - 맹익선(孟益善)의 딸
        - 증손녀 : 선조의 후궁 정빈 민씨